# Praepectus

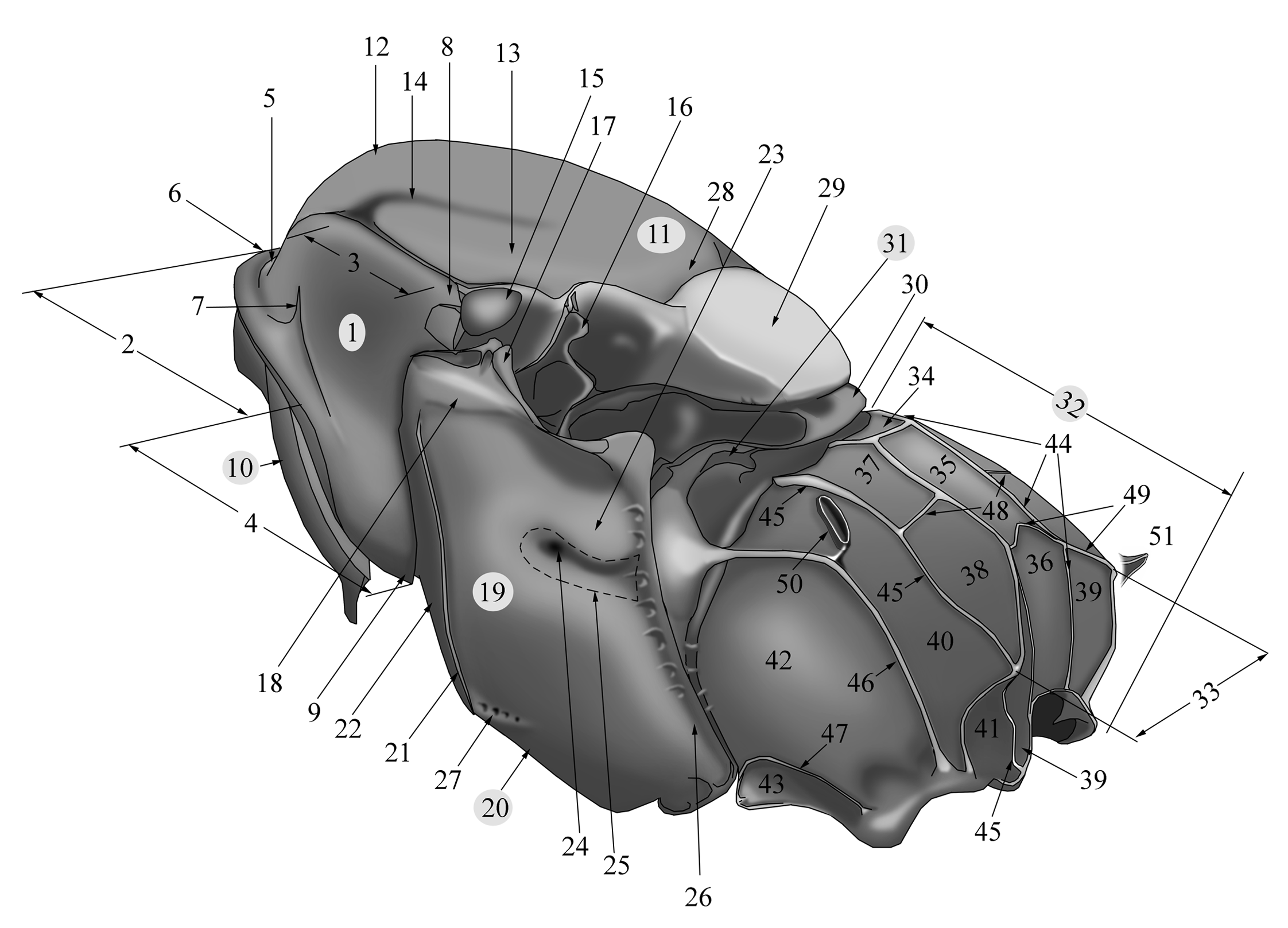
Tułów gąsienicznika. Boczna część praepectus (epiknemium) oznaczona jako 22

Praepectus (hypopteron, peristernum, lamina mesepisternalis anterior, lamina mesepisternalis superior, ang. prepectus) – skleryt występujący na tułowiu owadów z rzędu błonkówek.
Praepectus leży na błonie międzysegmentalnej pomiędzy przedtułowiem a śródtułowiem, a konkretnie między bocznymi powierzchniami przedplecza a mezepisternitami (części mezopleurów, przy czym mezopleury błonkówek formują zwykle wraz z śródpiersiem większy mesopectus). Ze względu na położenie zaliczany jest do sklerytów międzysegmentalnych (łac. intersegmentalia). Zwykle praepectus najlepiej widoczny jest po bokach tułowia, natomiast na spodzie bywa wąski czy zakryty innymi strukturami. U większości bleskotek robi wrażenie dwóch osobnych, trójkątnych sklerytów na bokach tułowia, ale zwykle jego części boczne są połączone pod przednimi biodrami. Zdarza się, że praepectus nie jest w pełni odcięty od mezepisternitu. Bywa także zredukowany lub przyrośnięty do przedplecza. Omawiany element anatomiczny może też mieć postać dwóch płytek po bokach tułowia. Określane są jako epiknemia, acz część badaczy używa nazwy epiknemium (łac. epicnemium) synonimicznie dla całego praepectus lub w jeszcze innych znaczeniach. Praepectus stanowi miejsce zaczepu dla mięśni zamykających przednie przetchlinki tułowia i jako taki określany jest mianem sklerytu zaprzetchlinkowego (ang. postspiracular sclerite).
Praepectus przywodzi na myśl występujące w ogólniejszym planie budowy owadów preepisternum (łac. praeepisternum, area praeepisternalis) i bywa z nim utożsamiany, jednak część morfologów uważa, że stanowi wtórny wytwór charakterystyczny dla błonkówek i nie przeprowadza homologii między nim a narządami innych owadów.